# Тяжино (Курская область)
Тяжино — деревня в Глушковском районе Курской области. Входит в состав Коровяковского сельсовета.

## География
Деревня находится на реке Ведьма (левый приток Сейма) и её притоке Волфа, в 6 км от российско-украинской границы, в 131 км к юго-западу от Курска, в 15,5 км к западу от районного центра — посёлка городского типа Глушково, в 2,5 км от центра сельсовета — села Коровяковка.
Улицы
В деревне улицы: Полевая, Садовая и Тяжинская.
Климат
Тяжино, как и весь район, расположено в поясе умеренно континентального климата с тёплым летом и относительно тёплой зимой (Dfb в классификации Кёппена).
Часовой пояс
Деревня Тяжино, как и вся Курская область, находится в часовой зоне МСК (московское время). Смещение применяемого времени относительно UTC составляет +3:00.

## Население
| 2002 | 2010 |
| ---- | ---- |
| 348  | ↘202 |

## Инфраструктура
Личное подсобное хозяйство. В деревне 174 дома.

## Транспорт
Тяжино находится в 2 км от автодороги регионального значения 38К-040 (Хомутовка — Рыльск — Глушково — Тёткино — граница с Украиной), на автодорогe межмуниципального значения 38Н-163 (Коровяковка — Тяжино), в 13 км от ближайшей ж/д станции Тёткино (линии Хутор-Михайловский — Ворожба, Ворожба — Волфино).
В 170 км от аэропорта имени В. Г. Шухова (недалеко от Белгорода).